# IC 5165
IC 5165 је спирална галаксија у сазвјежђу Тукан која се налази на листи објеката дубоког неба у Индекс каталогу.
Деклинација објекта је - 64° 34' 42" а ректасцензија 22h 10m 6,9s. Привидна величина (магнитуда) објекта IC 5165 износи 14,0 а фотографска магнитуда 14,8. IC 5165 је још познат и под ознакама ESO 108-15, PGC 68196.